# The Bear: King of the Kitchen
The Bear: King of the Kitchen (Originaltitel: The Bear) ist eine US-amerikanische Dramedy-Serie, die von Christopher Storer erdacht wurde. Die Serie dreht sich um einen jungen Küchenchef, der das Restaurant seiner Familie in Chicago übernimmt. Die Premiere der Serie fand am 23. Juni 2022 auf FX on Hulu statt, einem Bereich innerhalb des US-amerikanischen Streamingdienstes Hulu. Im deutschsprachigen Raum erfolgte die Erstveröffentlichung der Serie am 5. Oktober 2022 auf Disney+ via Star als Original.

## Handlung
Der junge Gourmet-Koch Carmen „Carmy“ Anthony Berzatto bemüht sich, den Italian-Beef-Sandwich-Laden seiner Familie, The Original Beef of Chicagoland, und sich selbst nach dem Suizid seines Bruders Michael wieder auf Kurs zu bringen. Dabei arbeitet er mit einem konfliktgeladenen Team zusammen, das für ihn letztendlich zu einer Art Familie wird.

## Besetzung und Synchronisation
Die deutschsprachige Synchronisation entstand nach den Dialogbüchern von Kaze Uzumaki und Peter Lehn sowie unter der Dialogregie von Frank Lenart durch die Synchronfirma Iyuno-SDI Group Germany in München.

### Hauptdarsteller
| Rolle                       | Schauspieler       | Synchronsprecher   |
| --------------------------- | ------------------ | ------------------ |
| Carmen „Carmy“ Berzatto     | Jeremy Allen White | Patrick Roche      |
| Richard „Richie“ Jerimovich | Ebon Moss-Bachrach | Oliver Scheffel    |
| Sydney Adamu                | Ayo Edebiri        | Paulina Rümmelein  |
| Marcus Brooks               | Lionel Boyce       | Sebastian Griegel  |
| Tina Marrero                | Liza Colón-Zayas   | Bettina Redlich    |
| Natalie „Sugar“ Berzatto    | Abby Elliott       | Stephanie Kellner  |
| Neil Fak                    | Matty Matheson     | Maximilian Laprell |

### Nebendarsteller
| Rolle                     | Schauspieler       | Synchronsprecher      |
| ------------------------- | ------------------ | --------------------- |
| Jimmy „Cicero“ Kalinowski | Oliver Platt       | Gerd Meyer            |
| Michael „Mikey“ Berzatto  | Jon Bernthal       | Manou Lubowski        |
| Ebraheim                  | Edwin Lee Gibson   | Hans-Georg Panczak    |
| Gary „Sweeps“ Woods       | Corey Hendrix      | Christopher Kussin    |
| Angel                     | Jose M. Cervantes  | Felix Auer            |
| Manny                     | Richard Esteras    | Patrick Zwingmann     |
| Chester                   | Carmen Christopher | Benjamin Mereis       |
| Emmanuel Adamu            | Robert Townsend    | Marc Rosenberg        |
| Claire                    | Molly Gordon       | Patricia Strasburger  |
| Donna Berzatto            | Jamie Lee Curtis   | Susanne von Medvey    |
| Onkel Lee                 | Bob Odenkirk       | Michael Pan           |
| Cousin Michelle           | Sarah Paulson      | Uta Kienemann-Zaradic |
| Chef Terry                | Olivia Colman      | Christin Marquitan    |

## Episodenliste
| Staffel | Episodenanzahl | Erstveröffentlichung USA | Deutschsprachige Erstveröffentlichung |
| ------- | -------------- | ------------------------ | ------------------------------------- |
| 1       | 8              | 23. Juni 2022            | 5. Okt. 2022                          |
| 2       | 10             | 22. Juni 2023            | 16. Aug. 2023                         |
| 3       | 10             | 26. Juni 2024            | 14. Aug. 2024                         |
| 4       | 10             | 25. Juni 2025            | 25. Juni 2025                         |

### Staffel 1
| Nr. (ges.) | Nr. (St.) | Deutscher Titel | Originaltitel | Erstveröffentlichung (USA) | Deutschsprachige Erstveröffentlichung (D/A/CH) | Regie              | Drehbuch                         |
| --- | --------- | --------------- | ------------- | -------------------------- | ---------------------------------------------- | ------------------ | -------------------------------- |
| 1 | 1         | Das System      | System        | 23. Juni 2022              | 5. Okt. 2022                                   | Christopher Storer | Christopher Storer               |
| Im Sommer 2022 kehrt der mit dem James Beard Award ausgezeichnete Koch Carmen „Carmy“ Berzatto nach Chicago zurück, um das heruntergekommene Restaurant „The Original Beef of Chicagoland“ in River North zu leiten. Das Restaurant gehört seinem verstorbenen Bruder Michael, der sich kürzlich das Leben genommen hat. Der beste Freund seines Bruders, Richie Jerimovich, und das widerspenstige Personal widersetzen sich Carmys Bemühungen, das Restaurant zu modernisieren. Carmy engagiert die am Culinary Institute of America ausgebildete Köchin und Chicagoerin Sydney Adamu, die ihm helfen möchte, das Restaurant zu renovieren, da es das Lieblingslokal ihres Vaters war. |           |                 |               |                            |                                                |                    |                                  |
| 2 | 2         | Hände           | Hands         | 23. Juni 2022              | 5. Okt. 2022                                   | Christopher Storer | Christopher Storer               |
| In einem Rückblick arbeitet Carmy in einem gehobenen Restaurant in New York City, wo er von seinem Chef verbal misshandelt wird. In der Gegenwart versucht Carmy, das Menü zu überarbeiten, sieht sich jedoch weiterhin dem Widerstand der Mitarbeiter gegenüber, die ihm keinen Respekt entgegenbringen. Carmys Schwester, Natalie „Sugar“ Berzatto, versucht zu helfen, hat aber Schwierigkeiten, eine Verbindung zu ihm aufzubauen. Nachdem ein Gesundheitsinspektor mehrere Sicherheits- und Sanitätsprobleme entdeckt hat, wird dem Restaurant eine „C“-Bewertung verliehen. Carmy erfährt, wie schlecht das Restaurant geführt wurde und dass sein Bruder ihrem Familienfreund Jimmy (genannt „Onkel Cicero“) 300.000 Dollar schuldet. Cicero bietet an, das Restaurant von Carmy zu kaufen, aber Carmy lehnt das Angebot ab und verspricht, das Darlehen seines Bruders zurückzuzahlen. Sydney möchte als ordentliche Sous-Chefin bezahlt werden. Richie offenbart Sydney, dass Michael es Carmy früher nicht erlaubt hätte, im „The Original Beef of Chicagoland“ zu arbeiten, und dass er sich vor vier Monaten in den Kopf geschossen hat. |           |                 |               |                            |                                                |                    |                                  |
| 3 | 3         | Die Brigade     | Brigade       | 23. Juni 2022              | 5. Okt. 2022                                   | Joanna Calo        | Christopher Storer               |
| Carmy besucht ein Al-Anon-Treffen, um die Probleme seines Bruders mit Sucht besser zu verstehen. Im Restaurant führt er eine Brigade-de-cuisine-ähnliche Küchenorganisation ein und verlässt sich dabei auf die schlecht vorbereitete und zunehmend frustrierte Sydney, um diese zu managen. Nach anfänglichen Misserfolgen beginnt das Personal, sich mit den neuen Rollen zu identifizieren – insbesondere Marcus, der leidenschaftliche Bäcker. Sydney konfrontiert Carmy damit, dass er den Großteil des Tages abwesend war und ihre Bedenken hinsichtlich der neuen Hierarchie nicht ernst genommen hat. Carmy erkennt an, dass sie zusammenarbeiten und aufeinander hören müssen, wenn das Geschäft erfolgreich sein soll. |           |                 |               |                            |                                                |                    |                                  |
| 4 | 4         | Hotdogs         | Dogs          | 23. Juni 2022              | 5. Okt. 2022                                   | Christopher Storer | Sofya Levitsky-Weitz             |
| Carmy und Richie veranstalten eine Geburtstagsfeier für Cicero, bei der sie das Catering für die Kinder übernehmen. Carmy bereitet einen hausgemachten Ecto Cooler zu, der versehentlich mit Richies Xanax versetzt wird, wodurch die Kinder im Garten einschlafen. Als Carmy Cicero von dem Vorfall erzählt, erwidert Cicero, dass ihn die Ruhe eigentlich nicht stört. Unterdessen kommt es zwischen Sydney und dem Restaurantpersonal zu Konflikten, doch schließlich findet sie eine Verbindung zu ihnen und beginnt, ihren Respekt zu gewinnen. Marcus entwickelt eine Leidenschaft für sein neues Schokoladenkuchen-Programm. |           |                 |               |                            |                                                |                    |                                  |
| 5 | 5         | Sheridan        | Sheridan      | 23. Juni 2022              | 5. Okt. 2022                                   | Joanna Calo        | Karen Joseph Adcock              |
| Um die Gewinne zu steigern, einigen sich Carmy und Sydney darauf, ein neues Abendmenü zu erstellen. Als sie sich auf die Mittagsöffnung vorbereiten, kommt es zu einem verstopften WC. Carmy ruft Fak, Richies Freund, um das Problem zu beheben. Fak möchte Mitarbeiter werden, aber sein informelles Vorstellungsgespräch mit Richie endet in einem Streit, den Carmy schlichten muss. Fak enthüllt, dass Richie Kokain im Hinterhof des Restaurants verkauft hat; Richie erklärt, dass dies dem Geschäft durch die COVID-19-Pandemie geholfen hat, aber er stimmt zu, damit aufzuhören. Marcus experimentiert mit Fermentation, vernachlässigt jedoch seine Backaufgaben. Als er sich beeilt, um aufzuholen, überlastet er den Mixer und verursacht einen Stromausfall. Während die Crew versucht, ihre verderblichen Waren zu retten, informiert Fak Carmy, dass es über 5.000 Dollar kosten wird, einen beschädigten Kondensator zu ersetzen. Carmy bittet Richie, das Geld ein letztes Mal durch den Verkauf von Kokain zu beschaffen. Sydney rettet die Situation, indem sie einen Mittagstisch im Freien mit einem improvisierten Grillservice organisiert, wobei sie über ihr gescheitertes Catering-Geschäft nachdenkt. |           |                 |               |                            |                                                |                    |                                  |
| 6 | 6         | Ceres           | Ceres         | 23. Juni 2022              | 5. Okt. 2022                                   | Joanna Calo        | Catherine Schetina & Rene Gube   |
| Sydney entwickelt ein Risotto-Gericht für das kommende Abendmenü, aber Carmy lehnt es ab. Sydney serviert es dennoch einem Kunden. Natalie kommt ins Restaurant, um die unbezahlten Steuern zu klären, und sie und Carmy suchen nach den fehlenden Dokumenten. Marcus arbeitet weiterhin hart an der Entwicklung von Donuts, fällt jedoch weiter hinter seinen Restaurantaufgaben zurück. Das Restaurant wird von Querschlägern getroffen, und Richie bittet die örtlichen Gangster, herauszufinden, wer dafür verantwortlich ist. Später geraten die Gangster in einen Streit, den Sydney schlichten kann, indem sie die Reste des Tages essen dürfen. Richie fühlt sich durch Sydneys Erfolg ausgeschlossen und überflüssig und hetzt schließlich die Polizei auf die Gangster. |           |                 |               |                            |                                                |                    |                                  |
| 7 | 7         | Kritik          | Review        | 23. Juni 2022              | 5. Okt. 2022                                   | Christopher Storer | Joanna Calo                      |
| Ebraheim liest laut eine sehr positive Bewertung des Restaurants vor, in der besonders das Risotto erwähnt wird, das Sydney (unwissentlich) einem Restaurantkritiker serviert hat. Tinas Sohn wird von der Schule suspendiert, und sie bringt ihn ins Restaurant, um ihm kulinarische Fähigkeiten beizubringen. Kurz vor dem Mittagsansturm erfährt das Team, dass Sydney versehentlich die Option auf dem neu computergestützten To-Go-Service aktiviert hat, sein Essen vorzubestellen, sodass sie jetzt mehr Bestellungen haben, als sie bewältigen können. Carmy wird wütend auf Sydney und Marcus. In dem Durcheinander erwischt Sydney versehentlich Richie mit einem Messer und kündigt mit sofortiger Wirkung, während Carmy beginnt, psychisch abzubauen. |           |                 |               |                            |                                                |                    |                                  |
| 8 | 8         | Braciole        | Braciole      | 23. Juni 2022              | 5. Okt. 2022                                   | Christopher Storer | Christopher Storer & Joanna Calo |
| Carmy besucht ein Al-Anon-Treffen und erzählt, dass er in die Restaurantbranche eingestiegen ist, weil sein Bruder ihm nicht erlaubt hat, im „The Beef“ zu arbeiten. Sydney und Marcus treffen sich in ihrer Wohnung und besprechen ihre Zukunft, nachdem sie beide wegen Carmys Wutausbruch gekündigt haben. Das Beef veranstaltet eine Junggesellenparty, bei der es zu einem Kampf kommt, und Richie wird wegen fast tödlicher Körperverletzung verhaftet. Der Mann erholt sich, und Richie wird wegen schwerer Körperverletzung angeklagt. Marcus kehrt zur Arbeit zurück, und Carmy entschuldigt sich. Carmy verursacht versehentlich einen Brand am Herd und unternimmt keine Maßnahmen, während die anderen Köche das Feuer löschen. Richie übergibt Carmy einen Brief, den Michael hinterlassen hat, in dem ein Spaghetti-Rezept mit der Anweisung enthalten ist, kleinere Dosen Tomaten zu verwenden, weil diese besser schmecken. Als Carmy eine der Dosen öffnet, findet er versteckte Hunderter; sie schließen das Restaurant für den Tag, öffnen alle Dosen und finden weiteres verstecktes Geld. Sydney kehrt zurück, nachdem Carmy ihr eine Nachricht mit einer Entschuldigung und Verbesserungsvorschlägen für ihr Risotto-Gericht geschickt hat. Carmy hängt ein Schild auf, das ankündigt, dass „The Beef“ geschlossen wird und ein neues Restaurant namens „The Bear“ bald eröffnen wird. |           |                 |               |                            |                                                |                    |                                  |

### Staffel 2
| Nr. (ges.) | Nr. (St.) | Deutscher Titel | Originaltitel | Erstveröffentlichung (USA) | Deutschsprachige Erstveröffentlichung (D/A/CH) | Regie              | Drehbuch                                 |
| --- | --------- | --------------- | ------------- | -------------------------- | ---------------------------------------------- | ------------------ | ---------------------------------------- |
| 9 | 1         | Beef            | Beef          | 22. Juni 2023              | 16. Aug. 2023                                  | Christopher Storer | Christopher Storer                       |
| Carmy und Sydney beginnen, ein Menü für „The Bear“ zu entwickeln und holen Natalie als Projektmanagerin für die Renovierungen mit ins Boot. Um zusätzliche Mittel zu beschaffen, bitten sie Cicero um ein weiteres Darlehen in Höhe von 500.000 Dollar. Cicero stimmt unter der Bedingung zu, dass er das Eigentum an dem Grundstück übernimmt, wenn das Darlehen nicht innerhalb von 18 Monaten zurückgezahlt wird, das auf etwa 2 Millionen Dollar geschätzt wird. Sydney fragt Tina, ob sie ihre Sous-Chefin werden möchte, was Tina begeistert akzeptiert. Carmy, Sugar und Sydney planen, das Restaurant in drei Monaten zu eröffnen. |           |                 |               |                            |                                                |                    |                                          |
| 10 | 2         | Pasta           | Pasta         | 22. Juni 2023              | 16. Aug. 2023                                  | Christopher Storer | Joanna Calo                              |
| Bei den Bauarbeiten für „The Bear“ treten Verzögerungen auf, darunter ein entdecktes Schimmelproblem. Sydney hat ein Abendessen mit ihrem Vater, der seine Bedenken hinsichtlich ihrer Entscheidung, ein Restaurant zu eröffnen, äußert. Sydney schickt Tina und Ebra zur Kochschule, um ihre Fähigkeiten weiterzuentwickeln. In der Zwischenzeit verbindet sich Carmy wieder mit seiner Kindheitsfreundin Claire, die nun als Notfallmedizinerin arbeitet, aber gibt ihr absichtlich eine falsche Telefonnummer. |           |                 |               |                            |                                                |                    |                                          |
| 11 | 3         | Eisbecher       | Sundae        | 22. Juni 2023              | 16. Aug. 2023                                  | Joanna Calo        | Karen Joseph Adcock & Catherine Schetina |
| Carmy fährt weiterhin zu Al-Anon-Treffen, bei denen er über seine Schwierigkeiten spricht, Zeit für Freizeit und Genuss zu finden. Er und Sydney bereiten ihr Menü vor, erkennen jedoch, dass sie aus ihrer Routine ausbrechen und in anderen Restaurants speisen müssen, um neue Inspirationen zu sammeln. Claire erhält Carmys echte Telefonnummer über Fak und bittet ihn um Hilfe beim Packen des Hauses ihrer Mutter. Daraufhin sagt Carmy seine Pläne mit Sydney ab, sodass sie alleine durch die Stadt geht, um Gerichte zu probieren. Dabei sammelt sie Inspiration und erhält Rückmeldungen von einer ehemaligen Kollegin, die die Bedeutung eines vertrauenswürdigen Geschäftspartners betont. Als Sydney zu „The Bear“ zurückkehrt, ist sie verärgert, als sie entdeckt, dass Carmy große Entscheidungen getroffen hat, ohne sie zu konsultieren. |           |                 |               |                            |                                                |                    |                                          |
| 12 | 4         | Honigtau        | Honeydew      | 22. Juni 2023              | 16. Aug. 2023                                  | Ramy Youssef       | Stacy Osei-Kuffour                       |
| Zwei Monate vor der geplanten Eröffnung erfährt Carmy von Natalie, dass sie schwanger ist. Richie und Fak setzen die Bauarbeiten fort, während Sydney damit beginnt, neue Mitarbeiter zu rekrutieren. Unterdessen wird Marcus damit beauftragt, drei einzigartige Desserts für „The Bear“ zu entwickeln. Er verlässt vorübergehend seine sterbenskranke Mutter, um nach Kopenhagen zu reisen und von Luca, einem erfahrenen Konditor, zu lernen. Luca erzählt Marcus, dass er demütig wurde, als er mit einem noch talentierteren Koch gearbeitet hat, und wie er seitdem ein besseres Gleichgewicht zwischen der Verfeinerung seines Handwerks und dem Genuss des Lebens außerhalb der Küche gefunden hat. Marcus ist von dieser Erfahrung inspiriert und entwickelt gleichzeitig Gefühle für Sydney. |           |                 |               |                            |                                                |                    |                                          |
| 13 | 5         | Pop             | Pop           | 22. Juni 2023              | 16. Aug. 2023                                  | Joanna Calo        | Sofya Levitsky-Weitz                     |
| Sydney setzt die Entwicklung des Menüs mit Unterstützung von Tina fort, die in der Kochschule floriert. Allerdings ist Tina besorgt, als Ebra das Studium nicht mehr fortsetzt. Natalie überzeugt Cicero, die Genehmigungsanträge zu beschleunigen. Claire begleitet Carmy zur Abgabe eines Antrags für eine Alkohollizenz, und die beiden finden eine enge Verbindung zueinander. Claire überzeugt Carmy, sie zu einer Party zu begleiten, wo ihm klar wird, dass Claire die Leichtigkeit und Freude repräsentiert, nach der er sucht. Nach der Party führt Carmy Claire durch das Restaurant, und sie geraten in einen Streit über Richie, der Strom aus einem benachbarten Gebäude stiehlt. Nachdem sich der Streit geklärt hat, haben Carmy und Claire ihren ersten Kuss. |           |                 |               |                            |                                                |                    |                                          |
| 14 | 6         | Fische          | Fishes        | 22. Juni 2023              | 16. Aug. 2023                                  | Christopher Storer | Joanna Calo & Christopher Storer         |
| Etwa fünf Jahre vor der geplanten Eröffnung von „The Bear“ kehrt Carmy von Kopenhagen zurück, um Weihnachten mit seiner Familie zu verbringen. Michael und Carmy warnen Natalie davor, ihre launische Mutter Donna zu fragen, ob es ihr „gut geht“. Donna bereitet betrunken ein Festmahl basierend auf dem „Fest der sieben Fische“ zu. Carmys Cousine Michelle ermutigt ihn, bei ihr in New York zu bleiben, um seine Karriere zu verfolgen, da sie merkt, wie sehr ihn die familiären Probleme belasten. Während sie auf das Abendessen warten, wirft ein betrunkener Michael wiederholt Gabeln auf Donnas unbeständigen Freund Lee, den er verachtet, weil dieser ihn als Versager betrachtet. Trotz der Warnungen ihrer Brüder fragt Natalie die aufgebrachte Donna, ob sie okay sei, was Donna zu einem emotionalen Ausbruch führt. Michael wirft eine weitere Gabel auf Lee, als dieser Donnas Verhalten verachtet, und ein Streit droht auszubrechen, wird jedoch unterbrochen, als Donna ihr Auto in das Haus fährt. |           |                 |               |                            |                                                |                    |                                          |
| 15 | 7         | Gabeln          | Forks         | 22. Juni 2023              | 16. Aug. 2023                                  | Christopher Storer | Alex Russell                             |
| Richie wird von Carmy für eine Woche zu Ever, einem gehobenen Fine-Dining-Restaurant, geschickt, um sich weiterzubilden. Anfangs ist Richie tief skeptisch gegenüber dem Restaurant und verärgert darüber, vor Sonnenaufgang aufzustehen, um die Gabeln akribisch zu reinigen. Nachdem er jedoch die Hingabe des Restaurantpersonals an die Kunden erlebt hat, verändert sich seine Einstellung. Er wird begeistert und lernt, wie man einen geschäftigen Abendservice effizient abwickelt. Am Ende der Woche ist Richie traurig, das Restaurant zu verlassen, und fragt, ob er dort dauerhaft bleiben kann, da er glaubt, dass Carmy ihn loswerden möchte. Er trifft die Besitzerin, Terry, die ihm die Entstehungsgeschichte des Restaurants und ihre eigenen beruflichen Rückschläge erzählt. Terry offenbart, dass Carmy ihr gesagt hat, dass er an Richie und seine sozialen Fähigkeiten glaubt. |           |                 |               |                            |                                                |                    |                                          |
| 16 | 8         | Bolognese       | Bolognese     | 22. Juni 2023              | 16. Aug. 2023                                  | Christopher Storer | Rene Gube                                |
| Zehn Tage vor der Eröffnung geraten Carmy und Sydney in Panik, weil sie den Brandschutztest nicht bestehen können. Ebra kehrt zurück, versöhnt sich mit Tina und stimmt zu, das Takeout-Sandwich-Fenster des Restaurants zu übernehmen. Richie kommt mit einem neu gefundenen Lebenssinn zurück, während Marcus aus Kopenhagen mit einem beeindruckenden neuen Dessertmenü zurückkehrt. Richie entschuldigt sich bei Natalie für sein Verhalten und sie beginnen mit den Vorstellungsgesprächen für die Front-of-House-Positionen. Sydney beginnt, Claire als Bedrohung für Carmys Konzentration zu sehen. Fak entdeckt, dass Michael das Brandschutzsystem deaktiviert hat, als er versuchte, durch Brandstiftung Versicherungsvorschriften zu betrügen. Fak repariert das System rechtzeitig für den Test, und sie bestehen ihn, wodurch das Restaurant seine Eröffnung feiern kann. Carmy, der erkennt, dass er Claire liebt, bereitet ihr ein Abendessen zu. |           |                 |               |                            |                                                |                    |                                          |
| 17 | 9         | Omelett         | Omelette      | 22. Juni 2023              | 16. Aug. 2023                                  | Christopher Storer | Christopher Storer & Joanna Calo         |
| „The Bear“ steht kurz vor seiner Soft-Opening-Eröffnung, die nur für Familie und Freunde stattfindet. Sydney fühlt sich unter Druck gesetzt, ihren Vater zu beeindrucken. Carmy beginnt, die Pläne in Frage zu stellen und vergisst, den Griff des Kühlraums auszutauschen. Natalie informiert Carmy, dass sie ihre Mutter eingeladen hat. Richie und Natalie stellen fest, dass das Restaurant für zwei Wochen ausgebucht ist, müssen aber die Reservierungen erhöhen, um rentabel zu bleiben. Cicero liefert die offizielle Geschäftslizenz an Carmy und warnt ihn vor den Gefahren von Ablenkungen. Carmy entschuldigt sich bei Sydney für seine mangelnde Konzentration und schenkt ihr eine maßgeschneiderte Kochjacke. Mit dem Team vorbereitet und dem Restaurant bereit zur Eröffnung öffnet „The Bear“ seine Türen für den Geschäftsbetrieb. |           |                 |               |                            |                                                |                    |                                          |
| 18 | 10        | The Bear        | The Bear      | 22. Juni 2023              | 16. Aug. 2023                                  | Christopher Storer | Kelly Galuska                            |
| Am Abend für Familie und Freunde übernimmt Richie den Servicebereich, während Sydney die Küche leitet. Mehrere Probleme treten auf: Dem Restaurant gehen die Gabeln aus, Sydney und Marcus müssen einspringen, als ein Küchenchef verschwindet, und der Griff des Kühlraums bricht ab, wodurch Carmy darin eingesperrt wird. Pete sieht Donna draußen, die sich weigert, hereinzukommen, weil sie sich unverdient fühlt, den Erfolg ihrer Kinder zu sehen. Pete offenbart versehentlich Natalies Schwangerschaft, bevor Donna geht. Während er im Kühlschrank eingeschlossen ist, verfällt Carmy in Selbsthass und beschwert sich darüber, dass seine Beziehung zu Claire seinen Fokus in der Küche ruiniert hat. Claire hört ihn und verlässt weinend das Restaurant. Richie sieht sie gehen und hat eine hitzige Auseinandersetzung mit Carmy durch die Kühlschranktür. Carmy ist am Boden zerstört, als er eine verpasste Sprachnachricht von Claire abspielt, in der sie ihm ihre Liebe gesteht. Sydney hat aufgrund des Stresses während des Services einen Panikanfall und läuft nach draußen, um sich zu übergeben, wird aber von ihrem Vater getröstet, der seinen Stolz auf sie ausdrückt. Marcus erhält ein Geschenk von Luca aus Kopenhagen, verpasst aber mehrere Anrufe der Betreuerin seiner Mutter. |           |                 |               |                            |                                                |                    |                                          |

### Staffel 3
| Nr. (ges.) | Nr. (St.) | Deutscher Titel  | Originaltitel | Erstveröffentlichung (USA) | Deutschsprachige Erstveröffentlichung (D/A/CH) | Regie              | Drehbuch                                                  |
| --- | --------- | ---------------- | ------------- | -------------------------- | ---------------------------------------------- | ------------------ | --------------------------------------------------------- |
| 19 | 1         | Morgen           | Tomorrow      | 26. Juni 2024              | 14. Aug. 2024                                  | Christopher Storer | Christopher Storer & Matty Matheson & Catherine Schetina  |
| Nachdem er aus dem Kühlraum befreit wurde, entschuldigt sich Carmy bei Sydney dafür, dass er das Team im Stich gelassen hat, und verspricht, diesen Fehler nie wieder zu machen. Er hinterlässt auch Richie eine Nachricht, um sich für seinen Ausbruch zu entschuldigen. Marcus erfährt, dass seine Mutter gestorben ist, und Sydney ruft an, um ihr Beileid auszusprechen. Rückblenden zeigen Carmys Zeit, in der er für bekannte Köche in verschiedenen Restaurants gearbeitet hat, darunter Chef Terry bei Ever mit Luca, René Redzepi bei Noma, Daniel Boulud bei Daniel und David Fields bei Empire in New York, wo Sydney eine seiner Gäste war. Während dieser Zeit hat Carmy auch mit Mikeys Tod und der anschließenden Beerdigung zu kämpfen, die er zwar aus seinem Auto beobachtet hat, sich aber nicht traute, daran teilzunehmen. In der Gegenwart kommt Carmy früh zu The Bear und nutzt seine bisherigen Erfahrungen, um ein neues Menü und eine Liste von „nicht verhandelbaren“ Regeln für das Restaurant zu erstellen. |           |                  |               |                            |                                                |                    |                                                           |
| 20 | 2         | Als Nächstes     | Next          | 26. Juni 2024              | 14. Aug. 2024                                  | Christopher Storer | Christopher Storer & Courtney Storer & Catherine Schetina |
| Carmys „nicht verhandelbare“ Regeln sorgen für Kontroversen unter den anderen Mitarbeitern, insbesondere seine Entscheidung, das Menü jeden Tag zu ändern. Carmy sagt Sydney, dass er ihr eine Partnerschaftsvereinbarung geschickt hat, um ihren Anteil am Restaurant zu formalisieren. Richie und Carmy sind trotz der Entschuldigung weiterhin in Konflikt. Auf Richies Provokation erzählt Carmy den anderen, was er zu Claire gesagt hat. Die Gruppe hört sofort auf zu streiten, als Marcus plötzlich ankommt; er besteht darauf, sich auf die Arbeit zu konzentrieren, um seine Gedanken von dem Tod seiner Mutter abzulenken. Carmy bietet ihm privat seine Unterstützung an, aber Marcus sagt, dass er dankbar ist, in der Küche gewesen zu sein, als seine Mutter starb, da es das ist, was sie gewollt hätte. Er drängt Carmy, The Bear zum Erfolg zu führen. |           |                  |               |                            |                                                |                    |                                                           |
| 21 | 3         | Türen            | Doors         | 26. Juni 2024              | 14. Aug. 2024                                  | Duccio Fabbri      | Christopher Storer & Will Guidara & Catherine Schetina    |
| Nach der Beerdigung von Marcus’ Mutter hat das Team einen chaotischen ersten Monat im The Bear. Carmys tägliche Menüänderungen treiben schnell die Kosten des Restaurants in die Höhe, was Natalie und Cicero verärgert, während Richie versucht, seine eigenen nicht verhandelbaren Regeln durchzusetzen, sehr zum Unmut von Carmy. Carmy selbst hat Schwierigkeiten, seine Fassung in der stressigen Küchenumgebung zu bewahren, und Sydney muss oft seinen Temperament zügeln. Schließlich kommt es zu einem körperlichen Streit zwischen Carmy und Richie, der dazu führt, dass die Expo-Zettel des Restaurants vom Tisch fliegen. Dadurch wird Sydney das Ausmaß der Dysfunktion in der Küche bewusst. |           |                  |               |                            |                                                |                    |                                                           |
| 22 | 4         | Violett          | Violet        | 26. Juni 2024              | 14. Aug. 2024                                  | Christopher Storer | Christopher Storer & Catherine Schetina                   |
| Sydney zieht in eine neue Wohnung, obwohl ihr Vater Bedenken hat, dass sie teurer ist und der Weg zur Arbeit weiter ist als das Leben bei ihm. Später wird Sydney auf der Straße von Adam Shapiro, dem CDC von Ever, angesprochen. Er berichtet, dass er heimlich The Bear besucht hat und das Chaos in der Küche beobachtet hat, während er Sydneys Fähigkeiten lobt. Richie hat ein unangenehmes Gespräch mit Tiffs Verlobtem Frank, was ihn darüber nachdenken lässt, ob seine Präsenz im Leben seiner Tochter Verwirrung stiftet. Natalie ermutigt ihn jedoch, weiterhin für sie da zu sein. Natalie erfährt, dass die Chicago Tribune plant, eine Rezension über The Bear zu schreiben, was das Team erkennen lässt, dass ihr Restaurantkritiker bereits da war. |           |                  |               |                            |                                                |                    |                                                           |
| 23 | 5         | Kinder           | Children      | 26. Juni 2024              | 14. Aug. 2024                                  | Christopher Storer | Christopher Storer & Catherine Schetina                   |
| Während das Team das Restaurant für die Fotos zur Rezension vorbereitet, bringt Cicero den Familienfreund Nicholas „Der Computer“ Marshall mit, um dem Restaurant zu helfen, Kosten zu senken und Ineffizienzen zu beseitigen. Eine seiner Empfehlungen ist, Marcus zu entlassen oder sein Gehalt zu reduzieren, was Natalie sofort ablehnt. Das Team bemüht sich außerdem, ein Enten-Gericht zuzubereiten, das in der Rezension erwähnt wird, aber die Zutaten dafür sind aufgrund der täglichen Menüänderungen nicht vorrätig. Unerwartet schließt Chef Terry Ever, was Carmy an der Zukunft von The Bear zweifeln lässt. |           |                  |               |                            |                                                |                    |                                                           |
| 24 | 6         | Servietten       | Napkins       | 26. Juni 2024              | 14. Aug. 2024                                  | Ayo Edebiri        | Catherine Schetina & Christopher Storer                   |
| Jahre vor den Ereignissen der Serie wird Tina während einer schwierigen finanziellen Phase für ihre Familie von ihrem langjährigen Bürojob entlassen. Während sie ihren Sohn Louie mit ihrem Mann David großzieht, sucht sie in verschiedenen Geschäften in Chicago nach Arbeit und wird überall abgelehnt. Als sie die Hoffnung verliert, macht sie Halt bei Original Beef für einen Kaffee, wo Richie ihr ein Sandwich aufs Haus anbietet. Mikey bemerkt, dass sie im Gastraum weint, und bietet ihr ein verständnisvolles Ohr, während sie darüber sprechen, wie das Leben sie niedergekämpft hat. Sie stellen fest, dass sie dennoch Hoffnung in der jüngeren Generation finden: Tina äußert ihre widerwillige Bewunderung für einige der jüngeren Arbeiter, die sie bei ihrer Jobsuche gesehen hat, während Mikey seinen Stolz auf Carmy erwähnt. Mikey bietet ihr einen Job als Line Cook an. |           |                  |               |                            |                                                |                    |                                                           |
| 25 | 7         | Vermächtnis      | Legacy        | 26. Juni 2024              | 14. Aug. 2024                                  | Joanna Calo        | Christopher Storer & Catherine Schetina                   |
| Carmy nimmt an einem Al-Anon-Treffen teil, bei dem ein anderer Teilnehmer Zweifel an der Wertigkeit von Entschuldigungen äußert, weil man die Konsequenzen der früheren Handlungen des Entschuldigers bewältigen muss. Ein weiterer Teilnehmer besteht darauf, dass es schlimmer ist, eine unausgesprochene Entschuldigung ungesagt zu lassen. Adam erzählt Sydney, dass er sein eigenes Restaurant eröffnen möchte und bietet ihr einen Job als CDC an, was ihre Bedenken, das Abkommen mit Carmy zu unterschreiben, weiter kompliziert. Carmy teilt Marcus seine Gedanken darüber mit, wie Köche ihr Erbe durch die verschiedenen Restaurants, in denen sie arbeiten, definieren. The Bear stellt einige von Mikeys alten Mitarbeitern wieder ein, um Ebra bei der Sandwich-Ausgabe zu unterstützen, wodurch Ebra die Freude an seiner Arbeit zurückgewinnt. Sydney beginnt, Carmy zu verachten, weil er ihre Autorität in der Küche untergräbt. Natalie fährt zu Restaurant Depot, um Vorräte zu holen, und bekommt dort auf dem Parkplatz Wehen. |           |                  |               |                            |                                                |                    |                                                           |
| 26 | 8         | Eiswürfel        | Ice Chips     | 26. Juni 2024              | 14. Aug. 2024                                  | Christopher Storer | Joanna Calo & Christopher Storer & Catherine Schetina     |
| Da sie Pete oder jemanden im Restaurant wegen des Beginns des Service nicht erreichen kann, ruft Natalie widerwillig ihre Mutter an, um sie ins Krankenhaus zu bitten. Obwohl ihr Wiedersehen zunächst schwierig ist, gelingt es Donna, Natalie während ihrer Wehen zu beruhigen. Während sie auf Petes Ankunft warten, bringt Donna Natalie mit Geschichten über die Geburten von Mikey, Carmy und sich selbst zum Lachen. Natalie gesteht, dass sie ihrer Mutter anfangs nichts von ihrer Schwangerschaft erzählt hat, aus Angst, die Dysfunktion der Familie auf ihr Kind zu übertragen. Donna äußert Bedauern über ihr Verhalten und verspricht, sich zu bessern. Als Pete ankommt, verlässt eine emotional erschöpfte Donna leise das Krankenhauszimmer, um im Empfangsbereich zu warten, wo sie von den Faks getröstet wird. |           |                  |               |                            |                                                |                    |                                                           |
| 27 | 9         | Entschuldigungen | Apologies     | 26. Juni 2024              | 14. Aug. 2024                                  | Christopher Storer | Alex Russell & Christopher Storer & Catherine Schetina    |
| Die Faks drängen Carmy, sich bei Claire zu entschuldigen, was er in Betracht zieht, aber immer wieder aufschiebt. Carmy lädt Sydney zum „Beerdigungsessen“ von Ever ein. Das Team wartet nervös auf die Rezension der Tribune. Cicero warnt Carmy, dass er wahrscheinlich aussteigen muss, wenn die Finanzen in einer schwierigen Lage sind und die Bewertung negativ ausfällt. Richie überlegt, ob er an Tiff und Frankies Hochzeit teilnehmen soll, wobei Tiff ihn drängt, dies zu tun. Da das Restaurant für den Tag geschlossen ist, um Carmy, Sydney und Richie die Teilnahme am Ever-Dinner zu ermöglichen, helfen sich Marcus und Tina gegenseitig, mit ihren eigenen Gerichten zu experimentieren. Sydney bringt Essen zu Pete und Natalie und erfährt von Pete, dass Carmy ihr als Partnerin weniger Geld und weniger Vorteile anbietet, als sie bei Adam erhalten würde. Die Faks besuchen Claire an ihrem Arbeitsplatz und drängen sie, sich bei Carmy zu melden, und erzählen ihr, dass er sich entschuldigt, aber zu nervös ist, um mit ihr zu sprechen. |           |                  |               |                            |                                                |                    |                                                           |
| 28 | 10        | Für immer        | Forever       | 26. Juni 2024              | 14. Aug. 2024                                  | Christopher Storer | Christopher Storer & Catherine Schetina                   |
| Carmy, Sydney und Richie nehmen am Abschlussessen von Ever teil. Richie verbringt Zeit mit Garrett und Jessica, während sie den Service leiten, während Carmy sich mit Luca reconnectet, der plant, für einige Monate in Chicago zu bleiben, um seine Schwester zu besuchen. Sydney unterhält sich mit Luca und verschiedenen renommierten Köchen, während sie ihre Geschichten aus früheren Küchen teilen, und ist von deren Abneigung gegen dysfunktionale Küchenumgebungen beeindruckt. Carmy konfrontiert David und beschuldigt ihn, sein Selbstwertgefühl ruiniert zu haben; David behauptet spöttisch, Carmy sollte ihm danken, da sein Missbrauch ihn zu einem besseren Koch gemacht habe. Adam erinnert Sydney an sein früheres Angebot, und sie erklärt, dass sie weiterhin interessiert ist. Chef Terry erklärt Carmy ihre Entscheidung, das Restaurant zu schließen, indem sie sagt, dass sie müde von dem ständigen Stress sei und ihre Karriere unter ihren eigenen Bedingungen beenden wollte. Nach dem Service veranstaltet Sydney eine Afterparty in ihrer Wohnung, zu der Luca, Chef Terry und Mitglieder des Personals von The Bear und Ever kommen. Als Sydney die alte Vier-Sterne-Bewertung von Original Beef bemerkt und darüber nachdenkt, wie sich das Personal seitdem verändert hat, läuft sie aus ihrer Wohnung und bekommt eine Panikattacke. Carmy schaut auf sein Handy und entdeckt mehrere verpasste Anrufe von Cicero und Computer sowie die Rezension der Tribune. |           |                  |               |                            |                                                |                    |                                                           |

## Auszeichnungen
Golden Globe Awards 2024
- Auszeichnung: Beste Serie – Komödie/Musical
- Auszeichnung: Bester Serien-Hauptdarsteller – Komödie/Musical (für Jeremy Allen White)
- Auszeichnung: Beste Serien-Hauptdarstellerin – Komödie/Musical (für Ayo Edebiri)
- Nominierung: Bester Nebendarsteller – Serie, Miniserie oder Fernsehfilm (für Ebon Moss-Bachrach)
- Nominierung: Beste Nebendarstellerin – Serie, Miniserie oder Fernsehfilm (für Abby Elliott)

Primetime-Emmy-Verleihung 2023
- Auszeichnung: Beste Comedyserie
- Auszeichnung: Bester Hauptdarsteller – Comedyserie (für Jeremy Allen White)
- Auszeichnung: Bester Nebendarsteller – Comedyserie (für Ebon Moss-Bachrach)
- Auszeichnung: Beste Nebendarstellerin – Comedyserie (für Ayo Edebiri)
- Auszeichnung: Beste Regie – Comedyserie: Christopher Storer (für die Folge „Kritik“)
- Auszeichnung: Bestes Drehbuch – Comedyserie: Christopher Storer (für die Folge „Kritik“)

## Kritik
Das Lexikon des internationalen Films vergibt vier von fünf Sternen und lobt The Bear als „stilistisch packende Serie um den Überlebenskampf eines kleinen Gastro-Familienbetriebs in Post-Corona-Ära“, die „sozialrealistisch entwickelt“ sei, und bei der „das sensuelle Eintauchen in den Küchenkosmos ebenso wie die lebensechten Figuren“ fasziniere.